# Фасмер, Рихард Рихардович
Ри́хард Ри́хардович Фа́смер (нем. Richard Wilhelm Georg Vasmer, Рихард Вильгельм Георг Фасмер; русифицированные формы Роман Романович, Ричард Ричардович или Георгий Рихардович; 9 (21) октября 1888, Санкт-Петербург, Российская империя — 22 февраля 1938, Ташкент, СССР) — российский и советский нумизмат, востоковед-арабист. По мнению И. Ю. Крачковского, Фасмер был «нашим крупнейшим знатоком восточной, особенно мусульманской нумизматики». Иностранный член-корреспондент Шведской королевской академии словесности, истории и древностей (1929). Младший брат известного немецкого лингвиста, слависта и балканиста Макса Фасмера.
Фасмер родился в семье российских немцев. Окончил гимназию Карла Мая, Лейпцигский и Санкт-Петербургский университеты, был приглашён работать в Эрмитаж, занимался каталогизацией арабских монет в коллекции музея. Участвовал в Первой мировой войне. В 1918 году вернулся в Эрмитаж, работал секретарём Секции нумизматики и глиптики Государственной академии истории материальной культуры. Был главным хранителем восточной нумизматики Эрмитажа вплоть до своего ареста. ּДо 1925 года работал над первой в СССР выставкой монет Востока, в дальнейшем полностью посвятил себя научной деятельности.
Изучал преимущественно бытование арабских монет в средневековой Восточной Европе, исследовал также нумизматику как источник по истории восточных государств. Создал пионерные исследования по анализу монетных кладов, занимался картографированием и систематизацией нумизматических находок. Опубликовал более 50 работ, в архивах хранится его обширное рукописное наследие. Арестован в 1934 году по сфабрикованному «делу „Российской национальной партии“», приговорён к десяти годам исправительно-трудовых лагерей. Умер в лагере в Ташкенте на пятидесятом году жизни. Реабилитирован в 1956 году.

## Биография

### Детство, учёба
Родился 9 (21) октября 1888 года в 11 часов утра в купеческой семье российских немцев (подданных Германской империи) в Санкт-Петербурге. Отец — Рихард Юлий Фридрих Фасмер (1853, Альтона, Королевство Дания — 1924, Берлин, Веймарская республика); мать — Амалия Мария Юлия, в девичестве Шауб (1862, Санкт-Петербург — 1935, Берлин), дочь академика архитектуры К. А. Э. Шауба. У Макса и Рихарда-младшего была старшая сестра Мария. Рихард был крещён по евангелически-лютеранскому обряду 16 января 1889 года по старому стилю, его восприемником был В. В. Шауб.
Ко времени, когда дети пошли в школу, семья Фасмеров жила в Тучковом переулке. В 1898 году Рихард поступил в гимназию Карла Мая. В одном классе с ним учились будущие гидрограф Н. П. Вагнер-младший, яхтсмен Н. А. Векшин, математик А. А. Кракау-младший, педагог В. А. Краснов, юристы К. Н. Богданович, Г. В. Лампе и братья Кутлеры — Константин и Николай. Рихард окончил гимназию в 1906 году с серебряной медалью и средним баллом 4,7.
В 1906 году Фасмер поступил на философский факультет Лейпцигского университета, где учился до 1907 года. Изучал турецкий, персидский, арабский языки, арабскую литературу под руководством профессора Ханса Бернхарда Штумме. 16 августа 1907 года подал документы для поступления на «арабско-персидско-турецко-татарское отделение» факультета восточных языков Императорского Санкт-Петербургского университета, где учился до 6 октября 1910 года. В университете Фасмер слушал лекции П. К. Коковцова по семитской эпиграфике, ивриту и сирийскому языку, лекции В. В. Бартольда по исламской нумизматике, лекции Н. А. Медникова, В. А. Жуковского, А. Э. Шмидта, А. Н. Самойловича. Помимо прочих, он посещал лекции по арабскому языку и литературе, греческому, латыни, персидскому языку и литературе, османскому языку и литературе, тюркским диалектам, истории Востока, истории Древнего Востока, введению в лингвистику, логике и немецкому языку. Владел арабским, персидским, турецким, древнееврейским, древнегреческим, латинским и несколькими новыми европейскими языками. Фасмер окончил университет с дипломом первой степени, после чего был приглашён в Эрмитаж работать над инвентаризацией восточных монет.

### Работа
Из-за того, что в рамках всего музея многие экспонаты были некаталогизированы, в Эрмитаже в 1908 году была создана специальная комиссия, занимающаяся этой проблемой. При этом в отделе нумизматики работало всего два хранителя — глава отделения А. К. Марков и О. Ф. Ретовский. В музей стали принимать «инвентарщиков» — вольнонаёмных сотрудников, занимающихся инвентаризацией (первым для такой работы был приглашён ещё в 1905 году В. Р. Фохт, работавший до 1906). В 1909 году в Отделении нумизматики под руководством Маркова и Ретовского работало уже четыре внештатных сотрудника: вновь приглашённый Фохт, С. А. Гамалов-Чураев, К. И. Симоналевич, Г. Б. Мейер. В 1910 году были приняты В. А. Шугаевский и Фасмер, позднее — В. М. Алексеев и Н. П. Бауер.
Фасмер получил российское подданство 24 сентября 1910 года и в тот же день был принят в Эрмитаж. Он работал научным сотрудником и хранителем (помощником хранителя) отдела нумизматики Эрмитажа с 1910 года, в штате — с 1 января 1911 года. В тот же день получил чин коллежского секретаря. 20 февраля 1911 года приказом Министерства императорского двора он был причислен к Императорскому Эрмитажу (по другим данным, уже 11 января 1911 года). С 22 декабря 1910 года — член-сотрудник Русского археологического общества. На заседаниях общества в 1913—1924 годах он прочитал 16 докладов.
В 1911 году Фасмер подал прошение на имя ректора Петербургского университета с просьбой о зачислении его «в число вольнослушателей факультета восточных языков разряда еврейско-арабско-сирийского». Около 1910—1916 годов подготовил к печати восьмитомный каталог куфических монет Эрмитажа, включающий монеты почти всех предмонгольских мусульманских династий и мусульманские экзагии, гири и клейма (хранится в кабинете восточных монет Отдела нумизматики Государственного Эрмитажа).

Здания, связанные с Фасмером
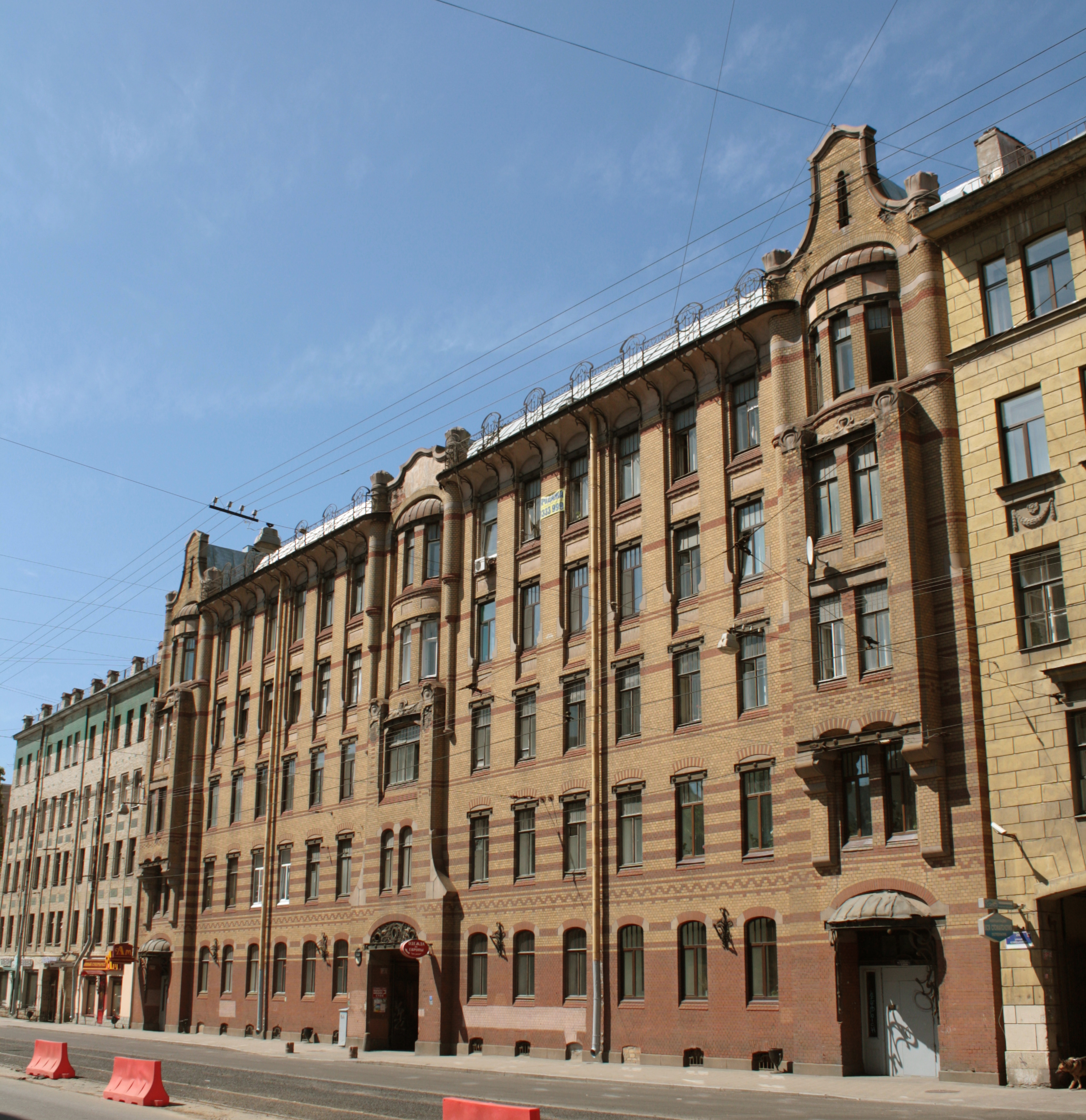
Дом 22 по Большой Дворянской/1-й улице Деревенской бедноты — доходный дом Шульце. Фасмер жил здесь в квартире № 26[10][31] с 1913 года[32] по крайней мере до 1923-го
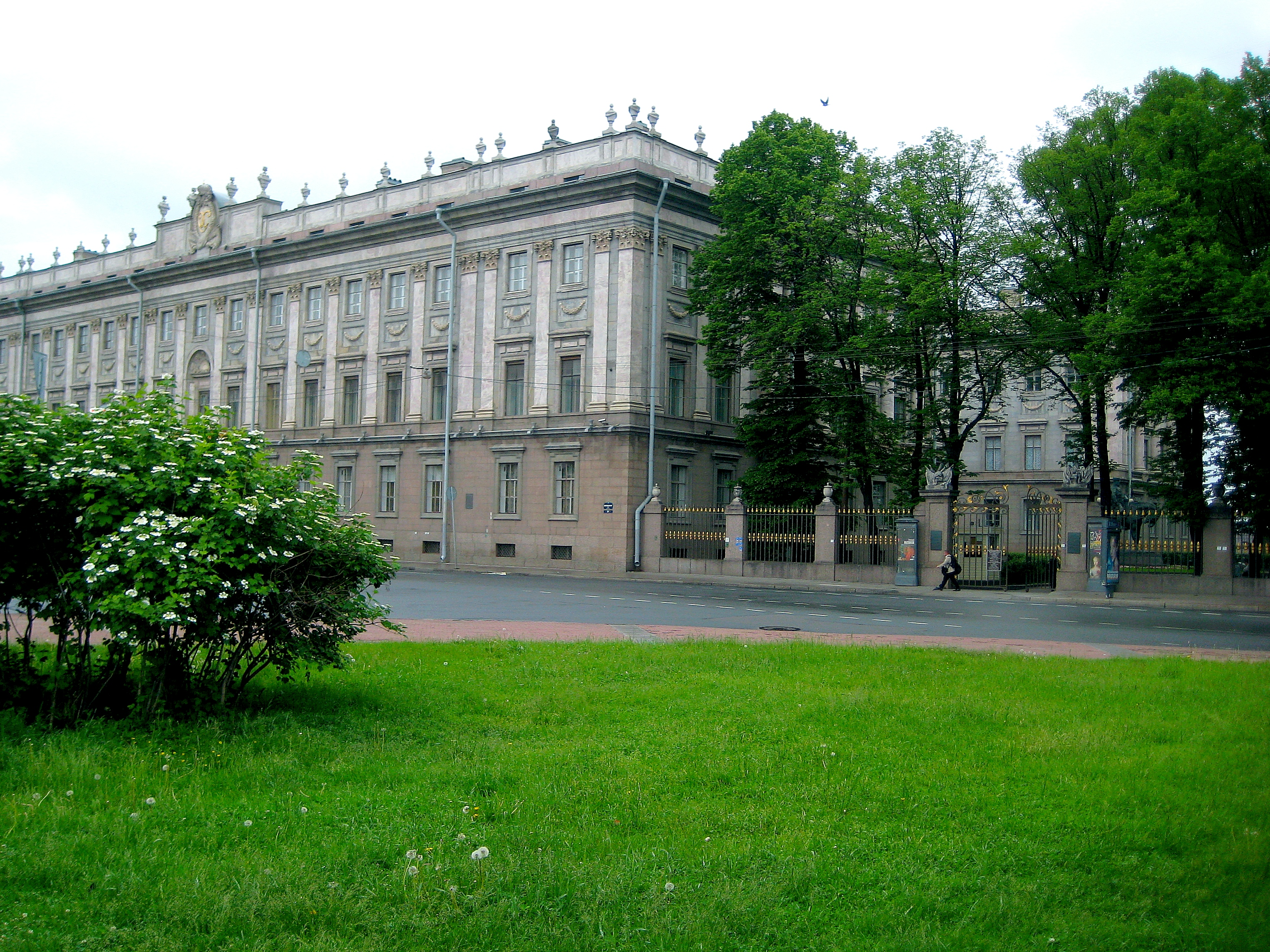
Дом 5А по улице Степана Халтурина — Мраморный дворец. Здесь располагалась Академия истории материальной культуры в 1919—1936 годах
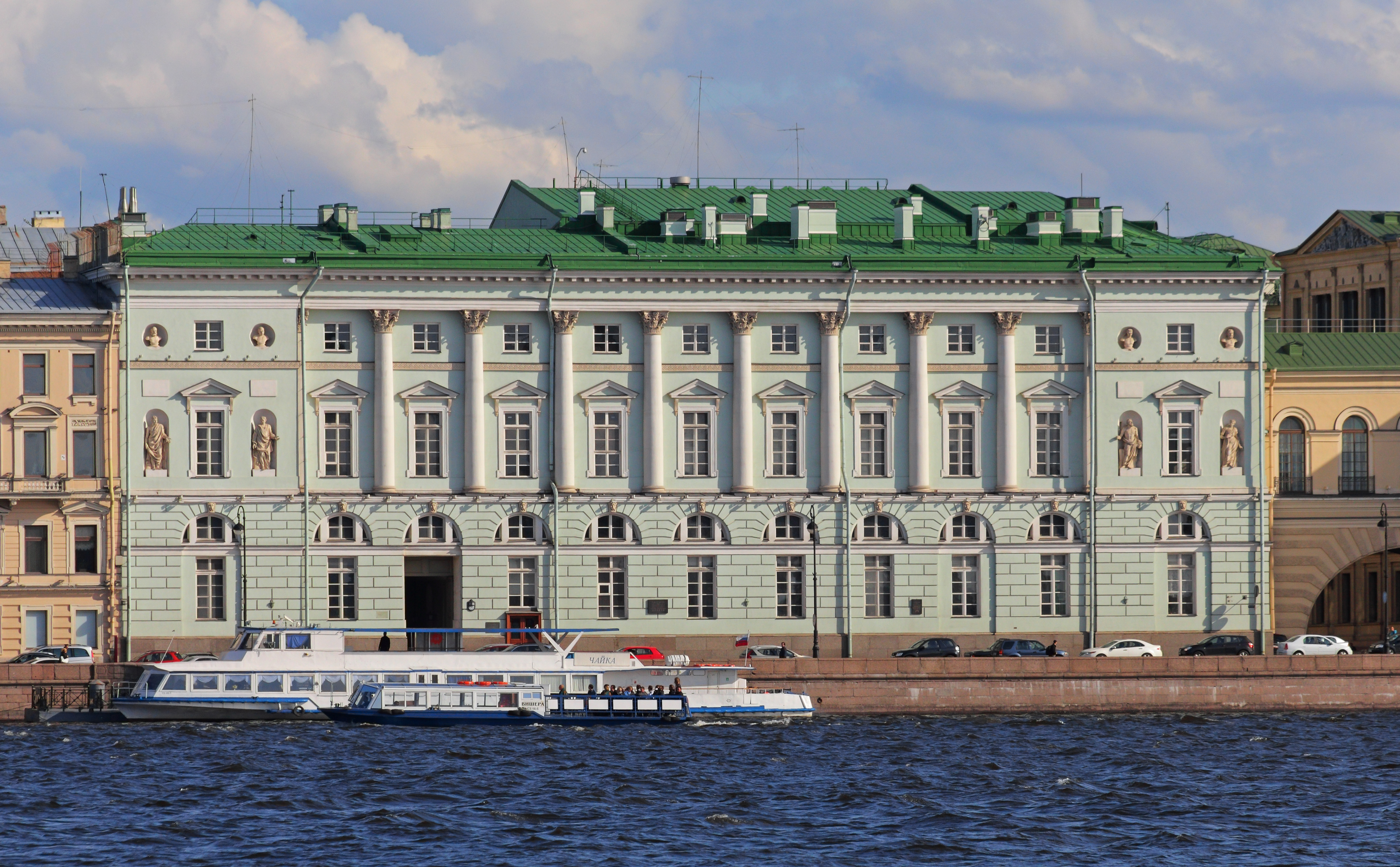
Дом 32 по Набережной 9-го января — здание Эрмитажного театра. Фасмер жил здесь в 1934 году в квартире № 7

3 января 1914 года Фасмеру был присвоен чин титулярного советника. 26 октября того же года он женился на подданной Германской империи Алиде Павловне Нипп (1892—?). На момент ареста Фасмера Алида работала помощником бухгалтера Швейной фабрики имени В. Володарского.
В 1914 году Фасмер два месяца заведовал монетным отделом Эрмитажа. Во время Первой мировой войны, в ноябре 1915 года, поступил в Николаевское инженерное училище, после окончания которого в 1916 году направлен в 1-ю тыловую мотоциклетную мастерскую. Демобилизован весной 1918 года. В сентябре 1918 года Фасмер вернулся в Эрмитаж как ассистент, в том же году назначен хранителем восточных монет. Брат Рихарда Макс Фасмер эмигрировал из России в предшествующем году, в конце концов осел в Германии.
С 1918 года Рихард входил в управляющий орган музея — Совет Эрмитажа (он оставался его членом вплоть до конца деятельности Совета в 1926 году). В начале декабря 1918 года подписал коллективное письмо наркому культуры Луначарскому и Ленину с просьбой не выставлять эвакуированные Временным правительством в Москву эрмитажные экспонаты, а вернуть их в Петроград для обеспечения сохранности. Письмо послал Горький, присоединив и свою подпись. Выставка в Москве была отменена, а в начале 1920 года все экспонаты были возвращены в Эрмитаж.
С 13 декабря 1919 года Фасмер работал научным сотрудником Постоянной комиссии (затем секции) нумизматики и глиптики Российской академии истории материальной культуры (РАИМК, затем ГАИМК). Позднее он был назначен секретарём секции. На этом посту он составил протоколы почти 500 заседаний. В 1919—1929 годах выступил в Комиссии с более чем сотней докладов и сообщений.
Осенью 1920 года после смерти А. К. Маркова Фасмер заменил его в должности главного хранителя восточных монет Эрмитажа. 20 марта 1923 года был избран секретарём Нумизматического отделения Русского археологического общества, на этой должности оставался до роспуска общества в 1924 году. В 1925 году в Эрмитаже под руководством Фасмера прошла первая в СССР выставка монет Ближнего, Среднего и Дальнего Востока и европейских колоний на Востоке. После проведения выставки учёный смог достаточное время уделять научным изысканиям.
В 1927 году Фасмер был избран членом Общества археологии, истории и этнографии при Казанском университете. 4 июня 1929 года избран иностранным членом-корреспондентом Шведской королевской академии словесности, истории и древностей. В 1929 году в ГАИМК была проведена «чистка классово-чуждых элементов» и уволено более половины сотрудников, а секция нумизматики и глиптики расформирована, после чего 14 декабря 1930 года Фасмер был освобождён от должности по распоряжению № 92/289 наряду с такими именитыми учёными, как Д. К. Зеленин и А. А. Спицын. 11 марта или 1 октября 1930 года Фасмер переназначен главой Секции восточной нумизматики Эрмитажа. В 1932 году получил должность профессора.

### Сфабрикованное дело
10 января 1934 года Полномочное представительство ОГПУ при НКВД СССР в Ленинградском военном округе арестовало Рихарда Фасмера по «делу „Российской национальной партии“ (РНП)» («делу славистов»). Он стал последним (или одним из последних) ленинградцем, арестованным по этому делу. Его обвинили по статье 58 УК РСФСР — он якобы «входил в контрреволюционную фашистскую организацию» (в документах дела проходил как Ричард Ричардович). Брата Рихарда, иностранного члена АН СССР Макса Фасмера (уже давно живущего в Германии) объявили национал-социалистом (что не соответствовало действительности), а Рихарда — «передаточным звеном нелегальной связи между центром РНП с фашистскими кругами».
Обвинение было сфабриковано на основе трёх фактов. Во-первых, Фасмер состоял в переписке с братом и другими родственниками, живущими в Германии. Так, летом 1933 года Рихард обращался по просьбе брата к пастору ещё действовавшей в Ленинграде кирхи за подтверждением «арийского» происхождения Макса, а полученную справку отправил в Германию с пометой «к использованию в Советской России не подлежит». Во-вторых, квартиру Фасмера в 1932 году посещала сотрудница немецкого посольства (или сестра сотрудника), которая слушала в университете лекции Макса Фасмера и предлагала помочь семье Рихарда с переездом в Германию; этот визит был объявлен «передачей шпионских сведений». В-третьих, Фасмер передавал деньги для брата через посещавшего Германию академика В. И. Вернадского, а с 1929 года на протяжении двух лет Фасмер регулярно заходил к Вернадскому и получал от него или его жены по сто рублей раз в два месяца: Вернадский помогал семье Рихарда, а Макс Фасмер посылал деньги семье дочери Вернадского, жившей в Праге; деньги якобы предназначались для «организации», а беседы Вернадского и Рихарда Фасмера были «передачей знаний».
Сам Фасмер был объявлен главой «ячейки № 8», куда якобы входили И. Г. Спасский, Н. П. Бауер, А. Н. Зограф, Г. Ю. Вальтер, А. А. Автономов и Э. И. Линдрос. Спасский, Автономов и Линдрос были подключены к делу для того, чтобы говорить о подготовке террористических актов: в это время в Харькове велась подготовка выставки старинного оружия с привлечением эрмитажных экспонатов — оружие якобы предназначалось для «вооружения повстанческих групп». В действительности же Автономов и Линдрос готовили экспонаты для выставки (и сами были коллекционеры оружия), а Спасский не имел к выставке никакого отношения — до 1931 года он сам работал в харьковском музее. Фасмер признал свою «вину».
До Фасмера 5 января, по этому же делу, была арестована Мария Павловна Нипп (15 января 1892 года — после 1956) — сестра жены (свояченица) Рихарда, жившая с ним в одной квартире. Нипп заведовала канцелярией «Заготзерна», имела гимназическое образование. Согласно некоторым показаниям, Фасмер получал от брата немецкие журналы, а Нипп пересказывала их содержание (включая нацистские пропагандистские статьи) сослуживцам. Она была сослана на три года в Башкирию. В 1956 году, на момент реабилитации, жила в городе Луге Ленинградской области. Реабилитирована 28 ноября 1956 года.

### В лагерях
Фасмер был уволен из Эрмитажа 11 марта 1934 года; на момент ареста он работал там в должности профессора. Его осудили на десять лет исправительно-трудовых лагерей 29 марта 1934 года постановлением коллегии ОГПУ. Отбывал срок в Бамлаге, затем в лагере в Ташкенте. В обоих лагерях работал в канцелярии Управления среднеазиатских трудовых лагерей. В 1935 году жена Фасмера предпринимала, по всей видимости, тщетные усилия для получения мужу разрешения работать в музеях Ташкента по специальности: она написала письмо не пострадавшему по этому делу В. И. Вернадскому, а тот — И. Ю. Крачковскому. Письмо Алиды Павловны:
Ричард Ричардович Фасмер находится в концлагере в городе Ташкенте и работает в Управлении Средне-азиатских лагерей (гор. Ташкент, ул. Ленина, 31).
Работает он в канцелярии на разных работах, как то: подшивка бумаг, курьерская разноска и т. д.
Моя просьба заключается в том, чтобы мужа моего, как и многих других учёных, использовали бы по его специальности. А эта возможность есть:
1) в гор. Ташкенте имеется Музей (ул. Ленина, угол ул. Карла Маркса), где хранятся в ящиках неразобранные восточные монеты;
2) в гор. Самарканде имеется также Музей, в котором работал покойный археолог Вяткин; как известил Ричард Ричардович, до сих пор там заместителя нет.
Р. Р. Фасмер работал в Эрмитаже 24 года. За эти годы имеет напечатанными 54 научных труда, и за исключением одного труда, все вышли после 1917 года.
Отзыв и просьба специалиста о Р. Р. Фасмере даст повод к изменению использования его не на конторском труде, а по специальности.
Письмо Вернадского:
15 июня 1935 г.
Глубокоуважаемый Игнатий Юлианович,
Совершенно забыл — в спешной обстановке нашего свидания переговорить с вами о том, нельзя ли что-нибудь сделать для Р. Р. Фасмера. Он чрезвычайно, говорят, тяжело переживает своё заключение в Ташкенте. Говорят, там была бы ему работа по специальности — неразобранный нумизматический материал. Жена его говорит, что отзыв об его работе и просьба специалистов могут очень способствовать к его направлению на работу научного характера. Это очень бы облегчило его положение. Прилагаю её письмо. Может быть, можно через кого-нибудь помочь лучшему использованию его знаний.
Ещё раз всего лучшего.
Ваш В. Вернадский

### Смерть и реабилитация
Фасмер скончался 22 февраля 1938 года от воспаления лёгких в Отдельном лагере трудового перевоспитания (или Отдельном лагерном пункте) № 19 Управления министерства внутренних дел Узбекской ССР. Точное место захоронения неизвестно. Макс Фасмер узнал о смерти своего брата только после Второй мировой войны. Реабилитирован 28 ноября 1956 года постановлением Военного трибунала Ленинградского военного округа. В постановлении о реабилитации сказано: «…каких-либо объективных доказательств виновности лиц, привлечённых по делу, не имелось, а материалы дополнительной проверки свидетельствуют о фальсификации дела путём вымогательства личных признаний арестованных и оговора ни в чём не повинных лиц».

## Вклад в науку

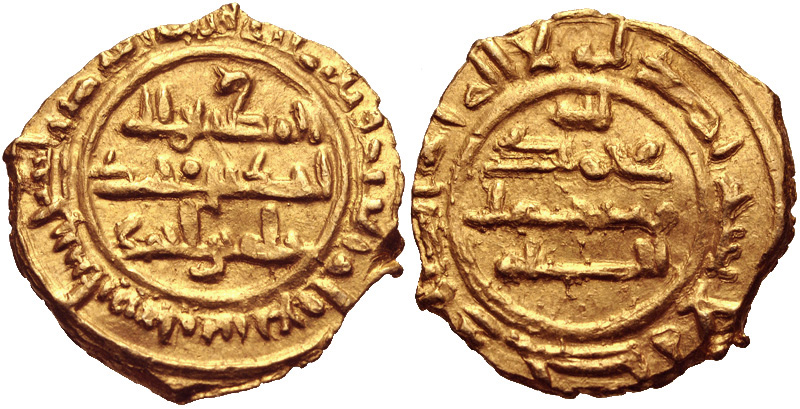
Монета Ахмада ибн Мухаммада, саффаридского эмира. 958—959 год

С 1910 года Фасмер работал над каталогизацией восточных монет в Эрмитаже. Основным его интересом были куфические монеты (то есть монеты с надписями, сделанными разновидностью арабской письменности — куфическим письмом) и их обращение в Восточной Европе. Уже первая его статья, напечатанная в 1914 году, обращается к этой тематике. Затем его занятия прервала Первая мировая война. Вернувшись, Фасмер готовился к выставке в Эрмитаже, а наиболее продуктивный период его деятельности — 1925—1934 года; за эти девять лет он опубликовал 47 статей (всего опубликована 51 работа). Его работы на русском, немецком и английском языках изданы в журналах Петрограда/Ленинграда, Казани, Баку, Вены, Таллина, Мюнхена, Хельсинки, Бомбея (см. ниже). Несколько его статей изданы в Берлине и Тарту уже после ареста. В архивах Эрмитажа хранятся 22 его неопубликованные рукописи.
Статьи Фасмера печатались в ведущих нумизматических изданиях своего времени — The Numismatic Chronicle, Zeitschrift für Numismatik, Berliner Münzblätter, Numismatische Zeitschrift и других. Он писал статьи для английской и немецкой версий «Энциклопедии ислама», для международного энциклопедического «Словаря нумизматики» (Wörterbuch der Münzkunde / Herausgegeber F. von Schrötter. — Berlin, Leipzig: Walter de Gruyter, 1930.), где он был составителем всего восточного отдела.
Исследования Фасмера велись как в историческом направлении (в связи с историей денежного обращения), так и в документальном (сводки археологических находок, информационные сообщения); исключительно аналитических сводок он отдельно не печатал, а включал их материал в комментарии к анализу отдельных кладов. Из опубликованных работ шесть посвящены монетам Сасанидов, одна — бактрийским монетам. Также Фасмер изучал нумизматику Золотой Орды.
Главная область деятельности учёного — восточноевропейские клады в связи с классификацией исламских монет VIII—XI веков. М. Б. Свердлов писал, что «работы Р. Р. Фасмера велись в трёх основных направлениях: изучение состава кладов восточных монет, найденных в Восточной Европе и Финляндии; составление топографии кладов куфических монет на территории Восточной Европы; нумизматика стран Востока и изучение политической и династической истории этих стран».

### Изучение кладов Восточной Европы с арабскими монетами
Фасмер осуществлял публикацию кладов с арабскими дирхемами, находимых в России, с подробными историческими справками по сложным и редким эмиссиям. В первую очередь это публикации составов Переяславского клада (1914), Новгородского (1925), Витебского (1925) и Стародединского (1929) из Белоруссии, Угодичевского (1925) из Ярославской области, Луурилского (1927) из Финляндии, Завалишенского (1931) из Белгородской области, Фридрихсгофского и других. По оценке шведского нумизмата Уллы Линдер-Велин, сделанной в 1976 году, составленное Фасмером описание Стародединского клада — «наиболее тщательно проработанная научная публикация российского монетного клада в наше время» (англ. the most thoroughly worked out scientific publication of a Russian coin find in modern times). В 1930 году Фасмер подготовил в виде рукописи подробное описание большого Безлюдовского клада из 1200 дирхемов, найденного под Харьковом; составленный им каталог монет этого клада был опубликован только в 2014 году.

#### Периодизация обращения дирхемов в Восточной Европе
На основе работы с этими кладами Фасмер сделал выводы о закономерностях поступления в Восточную Европу дирхемов, обратив внимание на различия в составе кладов арабских монет, найденных в этом регионе. «Первым, кто взглянул на куфические клады как на закономерно образовавшиеся комплексы монет, а не как на случайные собрания, был Р. Р. Фасмер… Из беспорядочной массы монет клад становился источником, отражающим определённые закономерности. Открывалась возможность научно исследовать клад: как он накапливался, при каких обстоятельствах был зарыт» (Г. А. Фёдоров-Давыдов). «Работы Р. Р. Фасмера внесли ясность в те явления, в которых принято было видеть отсутствие системы» (В. Л. Янин).
Впервые мысль об этих закономерностях Фасмер высказал в докладе «Топография кладов с Испехбедскими монетами», прочитанном на заседании Комиссии по нумизматике и глиптике РАИМК 23 июня 1923 года. Затем он её развил и уточнил в статьях «Клад куфических монет, найденный в Новгороде в 1920 году» (1925), «Два клада куфических монет» (1927), «Завалишенский клад куфических монет VIII—IX вв.» (1931) и окончательным образом сформулировал в статье «Об издании новой топографии находок куфических монет в Восточной Европе» (1933) так:

Древнейшие клады (800—825 гг.) состоят почти исключительно из аббасидских дирхемов, причем среди них наблюдается наличие большого процента африканских монет. Затем следует период, когда ещё главная масса стоит из аббасидских диргемов, но все эти монеты чеканены в Азии, причём замечается высокий процент монет, чеканенных во владениях Тахиридов и почти полное отсутствие африканских монет (825—905 гг.). Третий период (905—960 гг.) характеризуется полным преобладанием Саманидов. Наконец, в кладах четвертого периода (960—1012 гг.) наряду с массой саманидских диргемов встречаются также в значительном количестве Бувейхиды и Зияриды.
«Фасмер на примере находок восточных монет выработал новый исторический подход к их систематизации и исследованию. Он показал, как закономерно меняется состав монетных находок в определённые периоды, и установил, что по составу находки можно достаточно точно определить время её формирования». Его наблюдения стали значительным прорывом (англ. a major breakthrough) в изучении арабской нумизматики Европы. Важное значение при формировании исторических выводов этой статьи имела полемика Фасмера с исследователем истории Руси П. Г. Любомировым об интерпретации нумизматических данных как исторического источника: Любомиров считал, что арабские дирхемы проникли в Восточную Европу уже в VII веке, а Фасмер отмечал, что клады с монетами этого периода были зарыты только в IX веке. Финский археолог и нумизмат Туукка Талвио высоко оценивает использование Фасмером данных по осям монетных штемпелей (англ. die-axes of coins) при изучении импорта дирхемов.
Фасмер вписывал свои наблюдения в широкий исторический контекст: он «с непревзойдённой полнотой изучил корпус восточноевропейских кладов IX—X веков и реконструировал на базе типологического изучения нумизматических памятников и памятников арабской письменной традиции важнейшие этапы композиционной динамики денежного обращения в контексте политической истории исламской цивилизации и её соседей».
Периодизацию Фасмера развил В. Л. Янин в монографии «Денежно-весовые системы русского средневековья» (1956), отмечавший, что «Фасмер установил то основное, без чего углублённое изучение денежного обращения Руси было бы немыслимо». Верность хронологической классификации Фасмером подобных кладов подтверждена множеством новейших находок. Разработанная им периодизация обращения в Восточной Европе куфических дирхемов с некоторыми уточнениями принята в науке и сейчас.

#### Выводы о кладах с арабскими монетами, найденных в Прибалтике и Финляндии

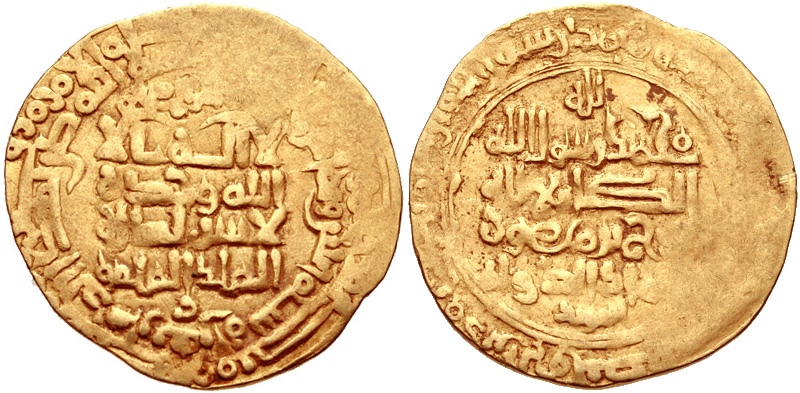
Динар Нуха II, саманидского эмира. 992—993 год

Обнаружив различия в составе восточноевропейских и финляндских кладов, Фасмер предположил в статье Die kufischen Münzen des Fundes von Luurila, Kirchspliel Hattula (1927), что дирхемы завозились в Финляндию не из славянских районов, а с Запада.
В восточнославянских землях часто находят монеты саманидского эмира Нуха II, а в прибалтийских странах такие монеты не встречаются, но есть монеты, чеканенные Мерванидами, Окалидами и Илеками. Фасмер объяснил в статье Ein im Dorfe Staryi Dedin in Weissrussland gemachter Fund kufischer Münzen (1929) различия в кладах последней четверти X века политическими событиями на Руси, мешавшими вывозу арабского серебра, а именно распрями сыновей Святослава; эта идея в дальнейшем была подвергнута сомнению.
Фасмер первым предположил, что клад монет с арабскими легендами, найденный в Кохтла-Ярве в 1923 году, отражает хазарский чекан — эту гипотезу подверг сомнению В. В. Бартольд, но впоследствии она была подтверждена А. А. Быковым.

### Топография кладов. Принципы публикации находок
Важность работ по топографии кладов с арабскими монетами обусловлена тем, что «Топография кладов восточных монет» А. К. Маркова устарела уже к моменту выхода из печати в 1910 году, так как в ней собраны материалы только до 1899 года. Г. А. Фёдоров-Давыдов указывает, что для Фасмера «было главным [в научной деятельности]…создать полную топографию находок куфических монет. <…> Но успел Фасмер напечатать только маленькую статью-введение к своей работе [„Об издании новой топографии…“ (1933)]. В ней он изложил выводы, к которым пришёл за долгие годы». Эту статью называют его «самым значительным трудом» и другие исследователи. Фасмер проанализировал материал, превышающий по объёму рассмотренный Марковым более чем в два раза, но он не смог опубликовать свой труд полностью из-за ареста. Тем не менее, по оценке М. Б. Свердлова, два предварительных списка зарегистрированных кладов — «Список монетных находок, зарегистрированных Секцией нумизматики и глиптики АИМК в 1920—1925 года» (1926) и «Список монетных находок, II» (1929) — «сыграли важную роль в изучении кладов дирхемов».
Фасмер разработал стандартную процедуру анализа куфических монетных находок. Он сформулировал принципы публикации кладов восточных монет и изложил их в статье «Об издании новой топографии находок куфических монет в Восточной Европе» (1933):
1. клады должны быть рассортированы не в алфавитном порядке административных единиц, а по направлению торговых путей (по бассейнам крупнейших рек);
2. топографии должно быть предпослано исследование, позволяющее учёным-ненумизматам ориентироваться в публикации;
3. необходимо составлять несколько карт — по отдельным периодам поступлений монет;
4. нужно давать описание клада, включая подражания и обрезки[95].

Фасмер опубликовал ещё два списка монетных кладов: в статье «Завалишенский клад куфических монет VIII—IX вв.» (1931) он дал список кладов и находок отдельных монет, а статью «О двух редких золотых монетах делийских султанов» (1927) он дополнил топографией находок индийских золотых монет в СССР.

### Нумизматика малых династий и исторические исследования
Другой областью работы Фасмера было исследование и публикация монетных эмиссий небольших мусульманских династий IX—XI веков. Им опубликованы монеты закавказских династий Джастанидов (1927) и Саджидов (1928). Он впервые выявил в массе подражательных куфических дирхемов в составе многих кладов собственный чекан семи эмиров Волжской Булгарии и подробно их описал (1925, 1926). «[Фасмер] обращал внимание на редкие монеты, на дирхемы представителей мусульманских династий, от которых почти не осталось других свидетельств, кроме монет». «Изучение монет учёный [Фасмер] связывал с решением сложных проблем политической и династической истории Востока; эти проблемы освещены в его блестящих исследованиях по хронологии арабских наместников Армении, династий Саманидов, Буидов, Джастанидов, Салларидов, Саджидов, Саффаридов, царей волжских болгар, по политической истории Омана, Табаристана, Средней Азии и т. д.» (М. Б. Свердлов). Эти работы являются одними из самых ценных в наследии Фасмера.

## Оценки

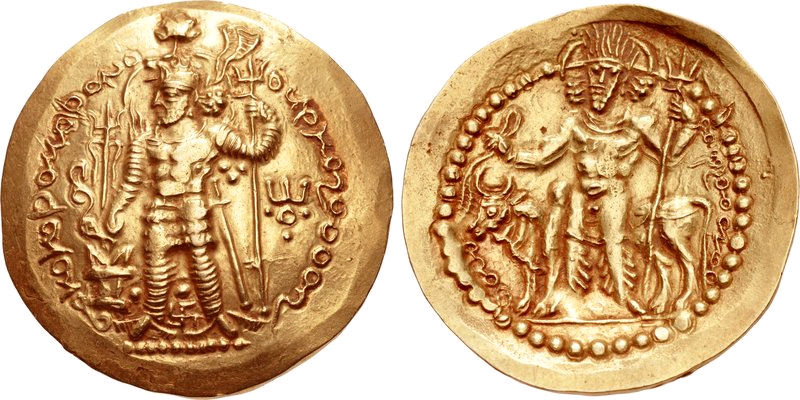
Динар Хормизда I Кушаншаха, правителя бактрийского Кушано-Сасанидского царства. Около 285—300 г. н. э.

«Величайшим русским специалистом по исламской нумизматике XX века» называют Фасмера американские историки профессора Томас Нунан и Роман Ковалёв. По выражению Туукка Талвио, опубликованные работы Фасмера стали «впечатляющим памятником слишком короткой жизни» (англ. an impressive monument to too short a life). «Весьма плодотворной» называл деятельность учёного (нем. seine so hoch ersprießliche Tätigkeit) нумизмат Эдуард фон Цамбаур.
Уже в 1938 году шведский археолог Туре Арне, опираясь на слухи (швед. rykten frän senaste tiden) о смерти Фасмера, опубликовал краткий некролог, где писал:

Рихард Фасмер, пожалуй, был лучшим современным специалистом по восточной нумизматике. Он работал в этой сложной области удивительно быстро и уверенно и умел делать интересные и важные исторические выводы из богатых монетных кладов, обнаруженных в Советском Союзе или сопредельных странах. Как и российские учёные в целом, он был очень любезен и услужлив с коллегами, нуждавшимися в его совете.
Оригинальный текст (швед.)Richard Vasmer var måhända nutidens främste kännare av orientalisk numismatik. Han arbetade på detta svåra område märkvärdigt fort och säkert och förstod att draga intressanta och viktiga historiska resultat ur de rika myntskatter, som hämtades ur Sovjetunionens jord eller ur grannländernas. Liksom ryska vetenskapsmän i allmänhet var han i hög grad sympatisk och hjälpsam mot kolleger, som behövde hans råd.

Известный русский и советский арабист академик И. Ю. Крачковский писал в работе «Очерки по истории русской арабистики», впервые напечатанной в 1950 году (до реабилитации Фасмера), что, благодаря хорошему знакомству с нумизматическими и повествовательными материалами, Фасмер «в своих образцовых по точности работах» «содействовал разъяснению ряда вопросов, связанных с историей халифата и в особенности Средней Азии и Кавказа». Будущий академик историк В. Л. Янин называл «классическими» исследования Фасмера в своей кандидатской диссертации, защищённой в 1954 году, до реабилитации нумизмата. Аналогично отзывался о работах Фасмера и археолог В. В. Кропоткин (в монографии «Экономические связи Восточной Европы в I тысячелетии нашей эры», М., 1967, с. 15). Историк профессор М. Б. Свердлов обращал внимание на широту охвата работ Фасмера, обилие материала, анализ источников и аргументированность выводов.
По словам историка и филолога В. С. Кулешова:

Для стиля научной работы Фасмера, остающегося труднодосягаемой вершиной восточной нумизматики в России и в мире, характерно тесное переплетение задач фиксации монетных комплексов и типологического определения монет с вопросами источниковедения истории исламских государств, династий и регионов, отражённых в памятниках нумизматики и арабоязычной историографии. В даже ещё большей степени, чем Х. Д. Френ, Фасмер виртуозно привлекал факты арабской письменной традиции для прояснения вопросов нумизматической истории городов (монетных дворов), династий (эмитентов) и государств (регионов чеканки) ’аббасидского и постаббасидского времени. Эти факты оказываются необходимы для максимально точного определения монет в восточноевропейском обращении эпохи викингов. <…> Самым существенным недостатком наследия Р. Р. Фасмера в области нумизматического источниковедения является его высоко специализированный и концентрированный стиль, малодоступный для понимания неспециалистов.

## Память

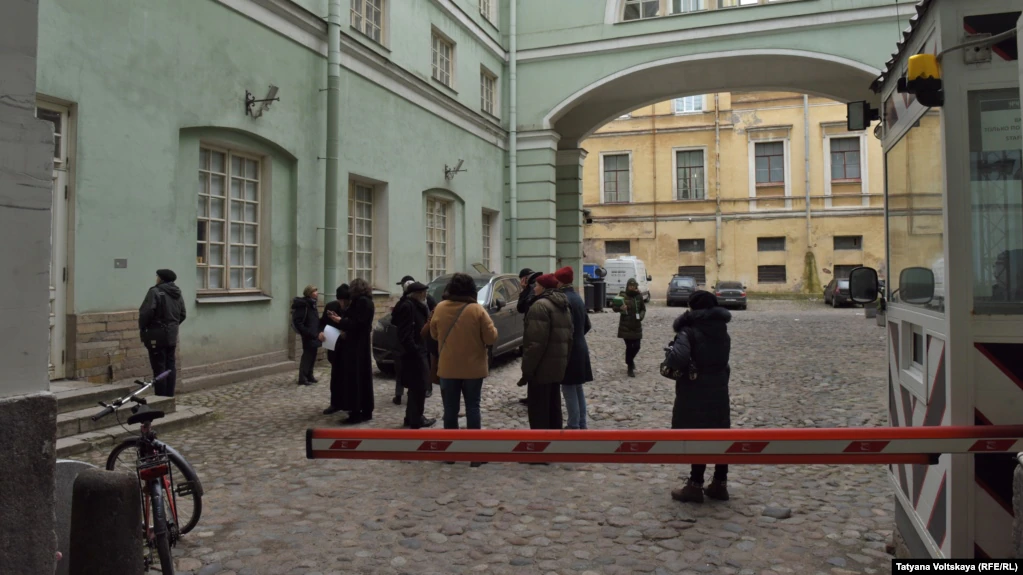
Церемония открытия таблички «Последнего адреса» на здании Эрмитажного театра

К 125-летию со дня рождения Фасмера Отдел нумизматики Эрмитажа 16 октября 2013 года провёл Фасмеровские нумизматические чтения. К этой же дате приурочен сборник статей о Безлюдовском кладе, изданный в 2014 году Академией наук Татарстана.
В рамках проекта «Последний адрес» 26 октября 2017 года во дворе Эрмитажного театра на доме 32 по Дворцовой набережной, где Фасмер жил на момент ареста, установлен памятный знак.
Макс Фасмер посвятил свой знаменитый этимологический словарь отцу и брату, но в русском переводе словаря посвящение было снято по политическим мотивам, и он до сих пор выходит без него. Профессор Оксфордского университета историк Марек Янковяк посвятил памяти Рихарда Фасмера свою статью про арабские дирхемы.

## Работы
Перечень составлен на основе списков основных трудов Фасмера и библиографических указателей. Отдельные оттиски статей не указаны.

### Отдельные издания
1. Фасмер Р. Р. Два клада куфических монет. — Л., 1927. — VIII + 57 (+ 2 вкл.) с. — (Государственная академия истории материальной культуры: Труды Нумизматической комиссии. Т. VI). [Витебский и Угодичевский клады.]
  - Zambaur E.[нем.]. [Rez.] (нем.) // Numismatische Zeitschrift. — 1928. — Bd. N.F. 21=61. — S. 124—125.
2. Vasmer R. Die kufischen Münzen des Fundes von Luurila, Kirchspliel Hattula (нем.). — Helsingfors, 1927. — 35 S. — (Suomen muinaismuistoyhdistyksen[фин.] aikakauskirja = Finska fornminnesföreningens tidskrift. B. XXXVI, № 3).
  - Zambaur E. [Rez.] (нем.) // Numismatische Zeitschrift. — 1929. — Bd. 22=62, Nr. N.F. 22=62. — S. 151.
3. Vasmer R. Ein im Dorfe Staryĭ Dedin in Weißrußland gemachter Fund kufischer Münzen. — Stockholm: Akademiens förlag, 1929. — 45 S. — (Kung. vitterhets historie och antikvitets Akademiens handlingar, del 40: 2).
  - Zambaur E. [Rez.] (нем.) // Numismatische Zeitschrift. — 1929. — Bd. 22=62. — S. 151—152.
4. Vasmer R. Chronologie der arabischen Statthalters von Armenien unter den Abbasiden, von as-Saffach bis zur Krönung Aschots I., 750—887. — Wien: Mechitaristen-Buchdruckerei, 1931. — X, 116 S. — (Studien zur armenischen Geschichte. Bd. V).
  - Перевод, сделанный Ваганом Инглизяном: Ֆասմէր Ռ. Ժամանակագրութիւնն Հայաստանի ոստիկաններու առաջին Աբբասեանց օրով, Աս-Սաֆֆախէն մինչեւ Աշոտ Ա.ի թագաւորելը 750—887 (арм.) / թարգմանեց դկտ. Հ. Վահան Վ. Ինգլիզեան. — Վիեննա: տպ. Մխիթարեան, 1933. — 120, 10 с. — (Ազգային մատենադարան[арм.], հատոր 132). Первоначально публиковался частями в журнале Handes Amsorya[англ.].
5. Фасмер Р. Р. Завалишенский клад куфических монет VIII—IX вв. — Л.: Типография АН СССР, 1931. — 20 с. — (Известия Государственной академии истории материальной культуры. Т. VII, вып. 2).

### Статьи
1. Фасмеръ Р. Р. Куфическія монеты Переяславскаго клада // Извѣстія Императорской археологической комиссіи. — Петроградъ, 1914. — Вып. 51. — С. 17—66.
2. Фасмер Р. Р. Новые приобретения Эрмитажа в области куфической нумизматики // Известия Российской академии истории материальной культуры. — 1924. — Т. 3. — С. 305—328.
3. Фасмер Р. Р. Васьковский клад // Восток. Журнал литературы, науки и искусства / Редакционная коллегия: проф. В. М. Алексеев, проф. Б. Я. Владимирцов, акад. И. Ю. Крачковский, акад. С. Ф. Ольденбург, А. Н. Тихонов. — М. — Л.: Всемирная литература, 1925. — Кн. 5. — С. 273—274.
4. Vasmer R. Beiträge zur muhammedanischen Münzkunde. I. Die Münzen der Abū Dā’udiden. II. Über die Münzen der Wolga-Bulgaren // Numismatische Zeitschrift. — Wien, 1925. — Bd. 58 (= Neue Folge, 18). — S. 49—62; 63—84.
5. Vasmer R. Der kufische Münzfund von Friedrichshof in Estland // Sitzungsberichte der Gelehrten Estnischen Gesellschaft zu Dorpat. — Dorpat, 1925. — S. 26—118.
  - Zambaur E. [Rez.] (нем.) // Numismatische Zeitschrift. — 1929. — Bd. N.F. 22=62. — S. 151.
6. Фасмер Р. Р. Клад куфических монет, найденный в Новгороде в 1920 году // Известия Российской академии истории материальной культуры. — 1925. — Т. 4. — С. 242—276, 2 илл.
  - Zambaur E. [Rez.] (нем.) // Numismatische Zeitschrift. — 1928. — Bd. N.F. 21=61. — S. 123.
7. Фасмер Р. Р. Хронология наместников Армении при первых Аббасидах // Записки Коллегии востоковедов при Азиатском музее АН СССР. — Л.: РАН, Главнаука, Госиздат, 1925. — Т. I. — С. 381—400.
8. Vasmer R. Beiträge zu Der Chalifenmünzfund von Kochtel von W. Anderson // Acta et commentationes Universitatis Dorpatensis: B, Humaniora. — Bd. 7. — 1926. — S. 1—149, илл. [Дополнения Фасмера находятся на всём протяжении статьи и обозначены инициалами R. V.]
  - рецензия: J. A. Review of Der Chalifenmünzfund von Kochtel (Acta Universitatis Dorpatensis B. VII. 2) (англ.) // The Numismatic Chronicle and Journal of the Royal Numismatic Society. — 1927. — Vol. 7, iss. 27. — P. 294—296. — ISSN 0267-7504. — JSTOR 42664227.
9. Фасмер Р. О двух золотоордынских монетах // Записки Коллегии востоковедов при Азиатском музее АН СССР. — Л.: Издательство АН СССР, 1926. — Т. II. — С. 109—112, илл.
10. Фасмер Р. Р. О монетах волжских болгар X века // Известия Общества археологии, истории и этнографии при Казанском университете имени В. И. Ленина. — Казань: типография «Восток», 1926. — Т. XXXIII, вып. 1. — С. 29—60, илл.
  - Zambaur E. [Rez.] (нем.) // Numismatische Zeitschrift. — 1928. — Bd. N.F. 21=61. — S. 123—124.
11. Фасмер Р. Р. Персидские монеты с надчеканкой Петра I // Государственный Эрмитаж: сборник. — Л., 1926. — Вып. 3. — С. 119—132, илл.
  - Zambaur E. [Rez.] (нем.) // Numismatische Zeitschrift. — 1928. — Bd. N.F. 21=61. — S. 123.
12. Фасмер Р. Р. Список монетных находок, зарегистрированных Секцией нумизматики и глиптики АИМК в 1920—1925 года // Сообщения Государственной академии истории материальной культуры. — Т. I. — 1926. — С. 287—308.
13. Vasmer R. Der Münzfund von Peuth[эст.] // Beiträge zur Kunde Estlands[эст.]. — Reval, 1926—1927. — B. XII, Heft 4—5. — S. 65—100. [Описание западноевропейских монет сделано Н. П. Бауером]
  - Zambaur E. [Rez.] (нем.) // Numismatische Zeitschrift. — 1928. — Bd. N.F. 21=61. — S. 125—126.
14. Vasmer R. Chronologie der Statthalter von Armenien unter der Halifen al-Amīn und al-Ma’mūn (нем.) // Handes Amsorya[англ.]. — Wien, 1927. — Bd. 40. — S. 866—880.
  - Zambaur E. [Rez.] (нем.) // Numismatische Zeitschrift. — 1929. — Bd. N.F. 22=62. — S. 150.
15. Vasmer R. Die Eroberung Ṭabaristāns durch die Araber zur Zeit des Chalifen al-Manṣūr (нем.) // Islamica. — 1927. — April (Bd. III, fascicle 1). — S. 86—150.
16. Vasmer R. Die Sāsānidenmünzen der Gelehrten Estnischen Gesellschaft (нем.) // Sitzungsberichte der Gelehrten Estnischen Gesellschaft zu Dorpat. — 1927. — S. 276—286.
  - Zambaur E. [Rez.] (нем.) // Numismatische Zeitschrift. — 1929. — Bd. N.F. 22=62. — S. 149.
17. Vasmer R. Zur Chronologie des Ǧastāniden und Sallāriden (нем.) // Islamica. — 1927. — Juli (Bd. III, fascicle 2). — S. 165—186.
  - Zambaur E. [Rez.] (нем.) // Numismatische Zeitschrift. — 1929. — Bd. N.F. 22=62. — S. 150.
18. Vasmer R. Zur Geschichte und Münzkunde von ‘Omān im X. Jahrhundert (нем.) // Zeitschrift für Numismatik[нем.]. — 1927. — Bd. XXXVII. — S. 274—287.
19. Фасмер Р. Р. О двух редких золотых монетах делийских султанов // Известия Общества археологии, истории и этнографии при Казанском университете имени В. И. Ульянова-Ленина. — 1927. — Т. XXXIII, вып. 4. — С. 45—52.
20. Фасмер Р. Р. О монетах саджидов // Известия Общества обследования и изучения Азербайджана. — Баку, 1927 [на обложке: 1928]. — Т. V. — С. 22—51. [Резюме на немецком языке]
  - Zambaur E. [Rez.] (нем.) // Numismatische Zeitschrift. — 1929. — Bd. N.F. 22=62. — S. 150.
21. Anderson W., Vasmer R. Elf weitere Dirhems aus dem Chalifenmünzfunde von Kochtel (нем.) // Sitzungsberichte der Gelehrten Estnischen Gesellschaft zu Dorpat. — 1928. — S. 89—95.
22. Vasmer R. Nachtrag zu Islamica III, S. 165—186 (нем.) // Islamica. — Leipzig, 1928. — Januar (Bd. III, fascicle 4). — S. 482—485.
23. Vasmer R. Sasanian coins in the Ermitage (англ.) // Numismatic Chronicle. Series 5. — 1928. — Vol. VIII. — P. 249—334. — JSTOR 42664166.
  - Zambaur E. [Rez.] (нем.) // Numismatische Zeitschrift. — 1929. — Bd. N.F. 22=62. — S. 149—150.
24. Vasmer R. Über dreizehn in Privatbesitz vorbliebene Münzen des Friedrichshofer Fundes (нем.) // Sitzungsberichte der Gelehrten Estnischen Gesellschaft zu Dorpat. — 1928. — S. 84—88.
25. Фасмер Р. Р. Список монетных находок, II // Сообщения Государственной академии истории материальной культуры. — Л., 1929. — Т. 2. — С. 281—324.
26. Статьи по восточной нумизматике (на немецком) в Wörterbuch der Münzkunde / In Verbindung mit N. Bauer, K. Regling, A. Suhle, R. Vasmer und J. Wilcke[дат.], herausgegeben von F. Frhr. v. Schrötter[нем.]. — Berlin, Leipzig: Walter de Gruyter, 1930.
  - 2., unverand. Aufl. Berlin: de Gruyter, 1970.
27. Vasmer R. Über die Münzen der Ṣaffāriden und ihrer Gegner in Fārs und Ḫurāsān (нем.) // Numismatische Zeitschrift. — Wien, 1930. — Bd. LXIII (= Neue Folge XXIII). — S. 131—162.
28. Vasmer R. Zur Goldmünze Sapors II. von Persien (нем.) // Berliner Münzblätter. — 1930. — Januar (Bd. Neue Folge X, Nr. 325). — S. 9.
29. Vasmer R. Zur Münzkunde der Qarāḫāniden (нем.) // Mitteilungen des Seminars für Orientalische Sprachen zu Berlin[нем.]. Zweite Abteilung: Westasiatische Studien. — Berlin, 1930. — Bd. XXXIII. — S. 83—104, 4 Tafeln.
30. Фасмер Р. Р. К нумизматике халифов // Записки Коллегии востоковедов при Азиатском музее АН СССР. — 1930. — Т. V. — С. 451—480.
31. Vasmer R. The coins of Māzandarān (англ.) // The Encyclopædia of Islam. English edition. — 1931. — Vol. III. — P. 429. — doi:10.1163/2214-871X_ei1_COM_0157. [s. v. Māzandarān]
  - Vasmer R. Die Münzen von Māzandarān (нем.) // Enzyklopaedie des Islām: Geographisches, ethnographisches und biographisches Wörterbuch der muhammedanischen Völker  / Herausgegeben von M. Th. Houtsma, R. Basset und T. W. Arnold. — Leiden, Leipzig: Brill, O. Harrassowitz, 1936. — Bd. III: L—R. — S. 498—499.
  - Bosworth C. E., Vasmer R. The coins of Māzandarān (англ.) // Encyclopaedia of Islam. Second Edition. — Leiden: E. J. Brill, 1991. — Vol. VI: Mahk—Mid. — P. 939—942. — doi:10.1163/1573-3912_islam_com_0722.
32. Фасмер Р. Р. Об издании новой топографии находок куфических монет в Восточной Европе // Известия АН СССР: серия VII, отделение общественных наук. — Л., 1933. — № 6—7. — С. 473—484.
  - Bauer N. [Rez.] // Numismatisches Literatur-Blatt. — Bd. XXVI, 52 Jahrg., № 344/345. — 1935. — S. 2818—2819.
33. Vasmer R. Zur Münzkunde der Sasaniden (нем.) // Numismatik: Internationale Monatschrift. — München, 1933. — October/November. — S. 109—115.
34. Vasmer R. Zur Münzkunde der Persischen Schahe (нем.) // Islamica. — Leipzig, 1934. — Bd. VI, h. 2. — S. 137—181.
35. Vasmer R. R. Zur Münzkunde von Baktrien im 3. Jahrhundert n. Chr. (нем.) // Zeitschrift für Numismatik. — Berlin, 1935. — Bd. XLII. — S. 24—58.
36. Vasmer R. Ein neuer Münzfund des elften Jahrhundert in estnischem Privatbesitz (нем.) // Sitzungsberichte der Gelehrten Estnischen Gesellschaft. 1934. — Tartu, 1936. — S. 155—233.

### Рецензии
1. Vasmer R. [Rez. zu:] Е. А. Пахомов. Монетные клады Азербайджана (нем.) // Zeitschrift für Numismatik. — 1926. — Bd. XXXVI, Heft 3/4. — S. 272—279.
2. Vasmer R. Zu Prof. Horowitz’ Aufsatz »Die Hamdāniden und die Šī‘á« in Band II 409—411 // Der Islam[англ.]. — B. XV. — 1926. — S. 159—160.
3. Фасмер Р. Р. [Рец. на:] Furdoonjee D. J. Paruck. Bibliography of Sasanian Numismatics. Journal and Proceedings of the Asiatic Society of Bengal, New Series, XVII, 1921, № 1. Calcutta, стр. 101— 116 // Записки Коллегии востоковедов при Азиатском музее Академии наук СССР. — Л.: Издательство АН СССР, 1927. — Т. II. — С. 197—200.
4. Фасмер Р. Р. [Рец. на:] Furdoonjee D. J. Paruck. Sasanian Coins. Bombay, The Times Press, 1924 // Иран: сборник. — М.—Л., 1927. — № 1. — С. 239—253.
5. Vasmer R. Zwei neue Bücher über spanisch-arabische Numismatik: Kritische Bemerkungen und Ergänzungen (нем.) // Zeitschrift für Numismatik. — 1928. — Bd. XXXVIII. — S. 206—234. [Рецензия на две книги испанского нумизмата Антонио Прието-и-Вивеса[кат.]: La reforma numismatica de los Almohades и Los reyes de Taifas]
6. Vasmer R. Rec.: F. D. J. Paruck. Sasanian coins. Bombay, 1924 (англ.) // Bulletin of the Iran. — Bombay, 1929. — No. 12—13. — P. 12—14. Сокращённый перевод на английский русскоязычной рецензии Фасмера (см. выше), сделанный Ехангиром Тавадией.

### Personalia
1. Vasmer R. Otto Retowski (Necrolog) (нем.) // Zeitschrift für Numismatik. — 1926. — Bd. XXXVI. — S. 289—293.
2. Vasner R. [sic], Zograph A. Dr. Otto Blau als Münzforscher (нем.) // Blau P.[нем.] Leben und Wirken eines Auslanddeutschen im vorigen Jahrhundert. — Leipzig: Sächsische Verlagsgesellschaft m. b. H., 1928. — S. 139—145.
3. Vasmer R. Wilhelm Barthold (нем.) // Zeitschrift für Numismatik. — 1930. — Bd. XL. — S. 346—350.
4. Vasmer R. W. K. Trutowskij. Necrolog (нем.) // Zeitschrift für Numismatik. — 1935. — Bd. XLV. — S. 260—262.

### Посмертные публикации

#### Издания неопубликованных материалов
1. Быков А. А. Безлюдовский клад (по материалам описания монет, выполненного Р. Р. Фасмером) / Подг. текста В. С. Кулешова // Материалы и исследования Отдела нумизматики. (Труды Государственного Эрмитажа. Т. LXI.) — СПб., 2012. — С. 329—343.
2. Быков А. А. Безлюдовский клад (по материалам описания монет, выполненного Р. Р. Фасмером) / Подг. текста и введение В. С. Кулешова // Безлюдовский клад X в.: материалы и исследования. (Археология евразийских степей. Вып. 18.) — Казань, 2014. — С. 274—288. — ISBN 978-5-9222-0857-4.
3. Фасмер Р. Р. Рукописный каталог монет Безлюдовского клада. Факсимиле реконструкции черновика описания монет / Введение В. С. Кулешова // Безлюдовский клад X в.: материалы и исследования. (Археология евразийских степей. Вып. 18.) — Казань, 2014. — С. 167—273 — ISBN 978-5-9222-0857-4.

#### Переписка
1. Кротков А. А. Александр Августинович Кротков (1866—1945?) и его нумизматический архив // Нумизматика Золотой Орды. — 2013. — Вып. 3. — С. 136—146. — ISSN 2308-1848.
2. Кравцов К. В., Кротков А. А. А. А. Кротков и Р. Р. Фасмер: судьба и переписка // Труды Государственного Эрмитажа. — СПб., 2017. — Т. 87. — С. 330—336.

#### Переиздания трудов
1. Islamic coins found in Northern and Eastern Europe: studies. Part IV / Collected and reprinted by Fuat Sezgin. — Frankfurt am Main: Institute for the History of Arabic-Islamic Science at the Johann Wolfgang Goethe University, 2003. — 330 p. — (Numismatics of the Islamic world. Vol. VIII). — ISBN 3-8298-8009-X.
2. Islamic coins found in Northern and Eastern Europe: studies. Part V / Collected and reprinted by Fuat Sezgin. — Frankfurt am Main: Institute for the History of Arabic-Islamic Science at the Johann Wolfgang Goethe University, 2003. — 378 p. — (Numismatics of the Islamic world. Vol. IX). — ISBN 3-8298-8010-3.
3. Vasmer R. Studies in oriental coins = Dirāsāt li Rišard Fasmir fī al-maskūkāt fī al-ʿalam al-Islāmī / Collected and reprinted by Fuat Sezgin in collaboration with Carl Ehrig-Eggert, Eckhard Neubauer, Mazen Amawi. — Frankfurt am Main: Institute for the History of Arabic-Islamic Science at the Johann Wolfgang Goethe University, 2004. — Vol. I. — 344 p. — (Numismatics of the Islamic World. Vol. XXXIV). — ISBN 3-8298-8043-X. — ISBN 3-8298-8041-3.
4. Vasmer R. Studies in oriental coins = Dirāsāt li Rišard Fasmir fī al-maskūkāt fī al-ʿalam al-Islāmī / Collected and reprinted by Fuat Sezgin in collaboration with Carl Ehrig-Eggert, Eckhard Neubauer, Mazen Amawi. — Frankfurt am Main: Institute for the History of Arabic-Islamic Science at the Johann Wolfgang Goethe University, 2004. — Vol. II. — 324 p. — (Numismatics of the Islamic World. Vol. XXXV). — ISBN 3-8298-8043-X. — ISBN 3-8298-8042-1.

### Рукописи в архивах
- ЦГИА СПб. Ф. 144. О. 1. Д. 20а[106].
- Архив Государственного Эрмитажа. Фонд Р. Фасмера. Опись XVIE[106]. 247 единиц хранения, архив за 1917—1934 года[107]. Другие данные: ф. 20 — архив Фасмера, оп. 1, д. 1—377 (1914—1934 года)[108][36].
- Архив Института истории материальной культуры РАН. Ф. 2; Ф. 3. № 453[106]. В этом же архиве под разными шифрами сохранились сведения о докладах Фасмера в Русском археологическом обществе[18].
- АРАН. Ф. 1026, оп. 3, д. 221, л. 6—7[20] (трудовой список: ф. 312, оп. 003, д. 228[109]).

## Комментарии

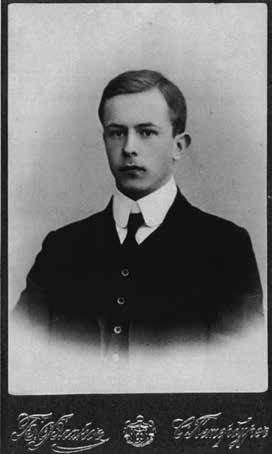
Фотография сделана до 1912 года.

1. ↑  В некоторых источниках встречается дата 22 октября[10].
2. ↑  Внук писателя Н. П. Вагнера, сын моряка и художника П. И. Вагнера; расстрелян в 1938 году[11].
3. ↑  Умер в исправительно-трудовом лагере в 1951 году[11].
4. ↑  Сын математика А. А. Кракау-старшего; скончался в госпитале в 1918 году от ран, полученных на Первой мировой войне[11].
5. ↑  Сын государственного деятеля Н. М. Богдановича[11].
6. ↑  Сыновья государственного деятеля Н. Н. Кутлера[15].
7. ↑  К. В. Кравцов пишет, что руководителем Фасмера был Gerhard Stumme[7], что, видимо, является ошибкой.
8. ↑  По другим данным, Фасмер поступил в Санкт-Петербургский университет уже в 1906 году[21][18], а окончил весною 1910 года[7].
9. ↑  Экзагий — монетный разновес в виде пластинок с государственным клеймом[29].
10. ↑  Девичья фамилия жены Макса Фасмера Эльзы (1888—1960) — тоже Нипп, её отца звали Пауль Кристиан[35]. Возможно, родителями Алиды Павловны и Эльзы являются Пауль Кристиан Нипп (1850, Вольный город Любек — 1903, Лахта, Российская империя) и Алида Амалия, née Швартцкопп. Таким образом, братья Фасмеры, вероятно, женились на сёстрах Нипп.
11. ↑  В 1923 году Фасмер был ещё научным сотрудником комиссии (председателем был А. А. Ильин)[31], как и в 1926-м[45].
12. ↑  По другим данным, он руководил всем Минцкабинетом/Нумизматическим отделом[36][48]. В действительности отделом после Маркова руководил А. А. Ильин[4].
13. ↑  По другим данным, Фасмер был уволен 15 декабря 1930[25], или уже в 1929[8][28], или даже в 1926 году[53], или 15 декабря 1931 года[38][36].

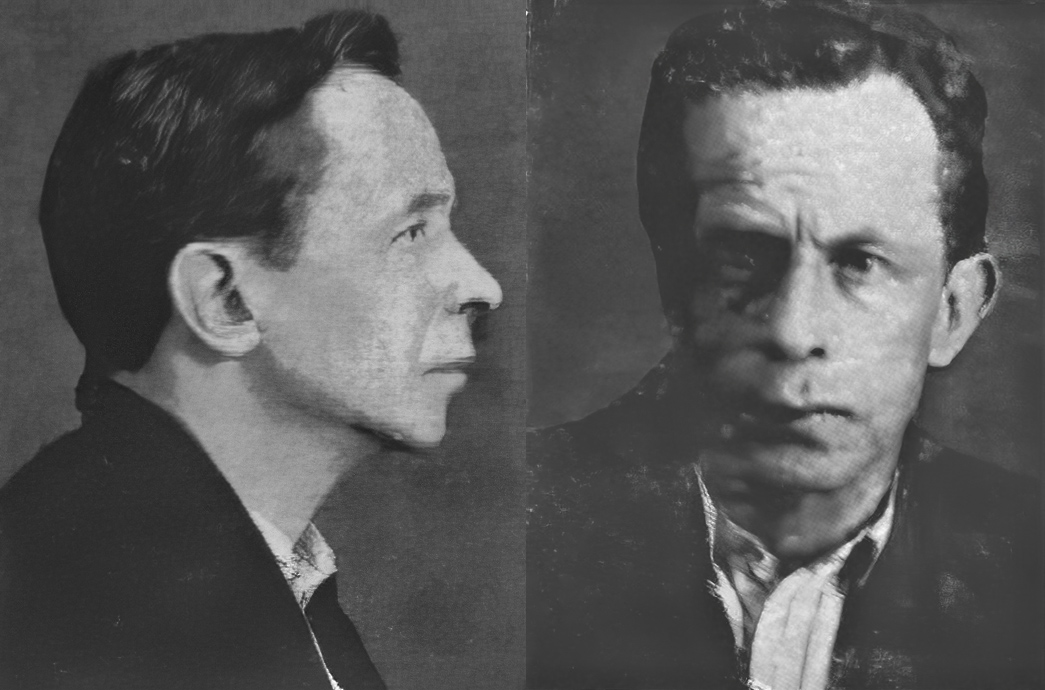
Фото из следственного дела

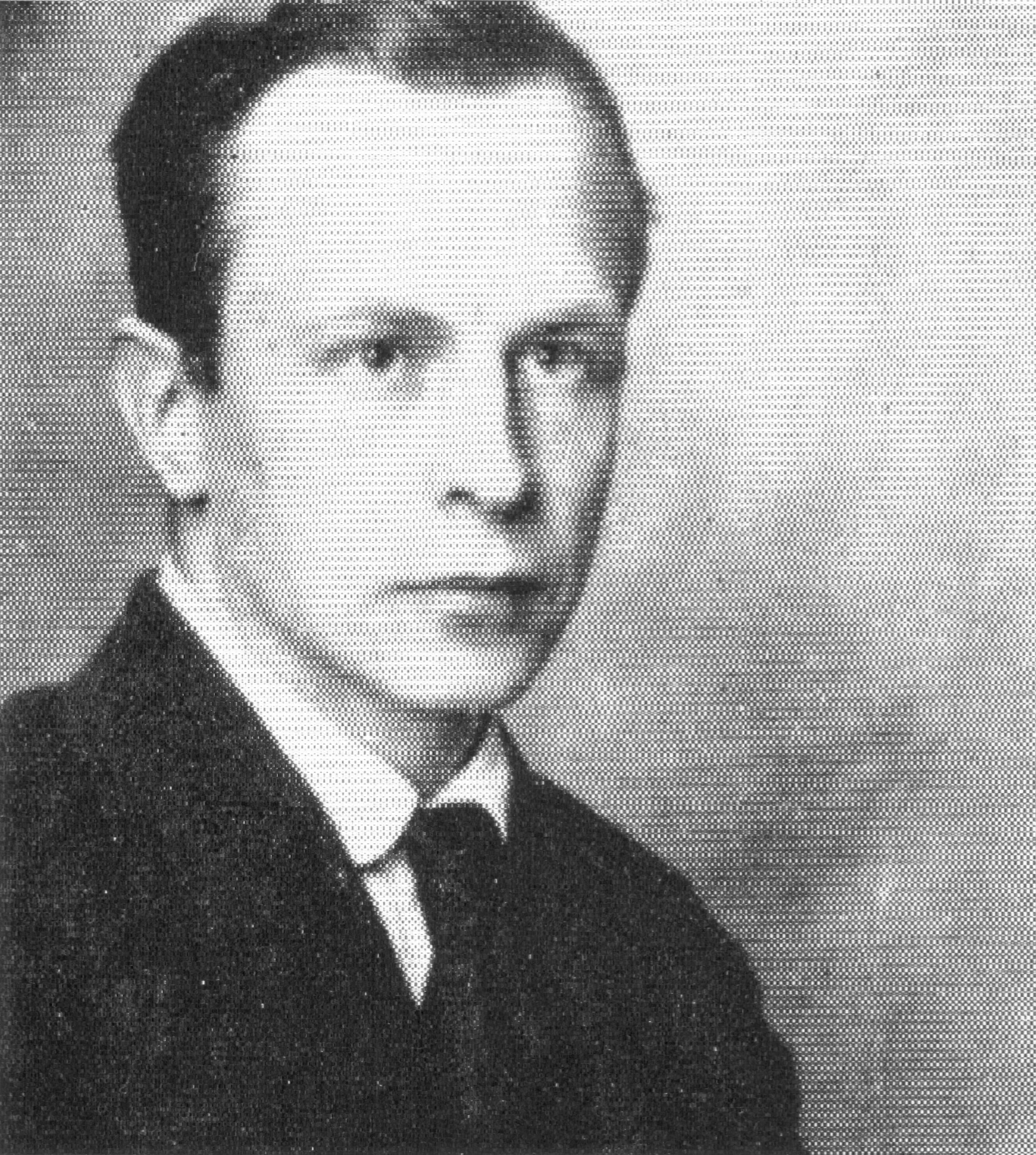
Фасмер между 1929 и 1933 годами

14. ↑  По другим данным, 10 ноября 1934 года[57] или в 1936 году[47][58].
15. ↑  В следственном заключении Фасмеру инкриминировались части 4, 10 и 11 этой статьи, в протоколе судебного заседания указаны — 6, 10 и 11[34].
16. ↑  Ф. Д. Ашнин и В. М. Алпатов опубликовали протокол одного из допросов Фасмера, в котором речь идёт о Вернадском[59].
17. ↑  Он же Линдроз (28 января 1884 года, Москва — после 1956) — научный сотрудник Эрмитажа по оружиеведению. Арестован 1 декабря 1933 года, осуждён на десять лет лагерей, отбывал наказание в Сиблаге и Усть-Ижме, задержан в лагере из-за войны до 1945. С декабря 1945 года — сторож в леспромхозе Пестовского района Новгородской области, жил там на момент реабилитации[61]; реабилитирован 28 ноября 1956 года[62].
18. ↑  Или же лагерь сразу был заменён на ссылку в Ташкент[43][71]. Согласно другим сведениям, 4 апреля 1934 года Фасмера отправили в город Свободный в Бамлаг, а 25 мая 1934 года он оказался в Узбекистане[63]. В некоторых источниках ссылка Фасмера в Ташкент упоминается с пометой «по неподтверждённым данным»[69][57].
19. ↑  Согласно позднейшим подсчётам А. А. Быкова (в которые должна была войти статья, опубликованная в 1936 году) — 51[73].
20. ↑  По другим данным, 27 декабря[73][21]. Встречающееся утверждение, что Фасмер родился 22 октября, а умер 21 февраля, очевидно, является ошибкой[74][75]. Существуют указания, что Фасмер умер в 1936 году[76].
21. ↑  Согласно А. А. Иванову, две[6] — но это число основано на неверных данных, что работа «Zur Münzkunde von Baktrien…» вышла в 1932 году, а не в 1935. См. электронный вариант статьи.